# Lovassy Krisztián
Lovassy Krisztián (Budapest, 1988. június 23. –) Európa-bajnoki ezüstérmes magyar kerékpárversenyző.

## Sportpályafutása
Tiz évesen kezdett kerékpárral versenyezni. 2005-ben a junior pálya-kerékpáros Európa-bajnokságon scratch-ben tizenegyedik, a pontversenyben hetedik helyezett volt. 2006-ban a pálya-kerékpáros junior világbajnokságon ötödik lett a pontversenyben, 19. az egyéni üldözőversenyben. A junior országúti vb-n 101. lett a mezőnyversenyben, 27. az időfutamban.
2007-ben az U23-as világbajnokságon 50. volt az egyéni időfutamban. 2009-ben az U23-as vb-n feladta a mezőnyversenyt. 2011-ben a felnőtt vb-n nem ért célba. 2012-ben a Europe Tour versenysorozatban szerzett pontjai alapján, Magyarország egy versenyző részére indulási jogot kapott a 2012-es olimpiára. 2012 májusában a Magyar Kerékpáros Szövetség Lovassyt jelölte az olimpiai csapatba. Az ötkarikás játékokon feladta a mezőnyversenyt.
A 2017-es Berlini Pályakerékpáros Európa-bajnokság scratch futamában nagyszerű versenyzéssel, csupán az utolsó sprintben alul maradva a magyar pályakerékpározás eddigi történetének egyik legjobb eredményeként ezüstérmet szerzett.

## Díjai, elismerései
- Az év magyar kerékpározója (országút) (2011, 2017)
- Budapest Főváros XVI. kerületének Ifjú Tehetsége (2011–2014 között,[1] 2019[2])